# Leptonychia fernandopoana
Leptonychia fernandopoana är en malvaväxtart som beskrevs av Adolf Engler, Amp; K. Krause och Gottfried Wilhelm Johannes Mildbraed. Leptonychia fernandopoana ingår i släktet Leptonychia och familjen malvaväxter. Inga underarter finns listade i Catalogue of Life.